# Balladoole
Balladoole est un bourg qui abrite un site archéologique situé au sud de l'île de Man, près de la ville de Castletown. Le site, excavé en 1945 par Gerhard Bersu, fut d'abord considéré comme un site de l'Âge du fer. Il s'est avéré qu'il remontait en fait à l'époque viking. Il consiste en un bateau viking et contient les corps d'un homme et d'une femme adultes, tous enterrés dans ce qui constitue un bateau funéraire.
L'homme découvert dans la tombe était visiblement un personnage important au vu des matériaux qui l'accompagnaient (vêtements, outils, harnachements, etc.). La femme semble, elle, avoir été sacrifiée pour être inhumée aux côtés de l'homme. On estime que ce site remonte à une période comprise entre 850 et 950.
Le site de Balladoole est sous la responsabilité du Manx National Heritage.

## Sources et références
- (en) « Balladoole », Isle of Man Guide.
- (en) « Great sites: Balladoole », British Archaeology Magazine, n°59, juin 2001.